# Ilana Kohen
Ilana Kohen (hebr.: אילנה כהן, ang.: Ilana Cohen, ur. 16 listopada 1943 w Iraku) – izraelska polityk, w latach 2003–2006 poseł do Knesetu z listy Am Echad.
W wyborach parlamentarnych w 2003 dostała się do izraelskiego parlamentu.  W szesnastym Knesecie zasiadała w komisjach finansów, nauki i technologii oraz pracy i zdrowia. W 2004 Am Echad połączyło się z Partią Pracy.